# 다와라즈촌
다와라즈촌(俵津村)은 에히메현 히가시우와군에 설치된 촌이다. 